# Relais olympique aux Jeux olympiques de 1908
Pour un article plus général, voir Athlétisme aux Jeux olympiques de 1908.
L'épreuve du relais olympique aux Jeux olympiques de 1908 s'est déroulée les 24 et 25 juillet 1908 au White City Stadium de Londres.
L'épreuve consistait en 1600 mètres courus par quatre athlètes par équipe. Contrairement au relais 4 × 400 mètres, les athlètes avaient des distances différentes à parcourir : les deux premiers coureurs avaient à parcourir 200 mètres (2 demi-tours de piste), le troisième coureur 400 mètres (1 tour) et le quatrième 800 mètres (2 tours). 
Elle est remportée par l'équipe des États-Unis (William F. Hamilton, Nate Cartmell, John Taylor et Mel Sheppard).

## Résultats

### Finale
| Rang               | Athlètes                                                            | Temps        | Notes |
| ------------------ | ------------------------------------------------------------------- | ------------ | ----- |
| Médaille d'or      | William F. Hamilton, Nate Cartmell, John Taylor, Mel Sheppard (USA) | 3 min 29 s 4 |       |
| Médaille d'argent  | Arthur Hoffmann, Hans Eicke, Otto Trieloff, Hanns Braun (GER)       | 3 min 32 s 4 |       |
| Médaille de bronze | Pál Simon, Frigyes Wiesner, József Nagy, Ödön Bodor (HUN)           | 3 min 32 s 5 |       |